# حمام أخوت
حمام أخوت (بالفارسية: حمام اخوت) هو حمام تاريخي يعود إلى الدولة البهلوية، ويقع في نجف أباد.